# Johan Kugelberg
Johan Kugelberg, född 6 maj 1965, är en svensk musikproducent, skivmärkesägare, musikskribent, matkonnässör och samlare av populärkulturella artefakter.
Kugelberg är kanske mest känd för att ha producerat två musikalbum med Freddie Wadling, Spain och Mark Eitzel, och för att ha spelat på Union Carbide Productions första platta. Han har tidigare varit verksam i skivbranschen, bland annat på American Recordings och Matador Records. Som skribent medverkar han till exempel i Ugly Things. Han bor sedan 1980-talet i New York. Han spelade även i bandet Capt. Future And The Zapguns som släppte två singlar 1985 och 1986 samt i den experimentella industrimusikensemblen Dagcenterpöbeln, vilka gav ut en singel och medverkade på flera samlingsutgåvor i mitten av 1980-talet.